# Dicranoptycha vulpes
Dicranoptycha vulpes là một loài ruồi trong họ Limoniidae. Chúng phân bố ở miền Cổ bắc.